# Narathura centra
Narathura centra är en fjärilsart som beskrevs av Evans 1957. Narathura centra ingår i släktet Narathura och familjen juvelvingar. Inga underarter finns listade i Catalogue of Life.